# باولو ماتشادو دي كارفاليو فيلهو
باولو ماتشادو دي كارفاليو فيلهو (بالبرتغالية: Paulo Machado de Carvalho Filho‏) هو شخصية أعمال ورائد برازيلي، ولد في 25 أبريل 1924 في ساو باولو في البرازيل، وتوفي في 14 سبتمبر 2010 بسبب سرطان البروستاتا.